# Unterseeboot UB-144
Pour les autres navires du même nom, voir Unterseeboot 144.
L'Unterseeboot UB-144 est un sous-marin (U-Boot) allemand de type UB III de la Kaiserliche Marine pendant la Première Guerre mondiale. Inachevé à la fin de la guerre, il s’est rendu aux Alliés à Harwich le 27 mars 1919, puis il fut emmené à Chatham Dockyard comme sujet potentiel d’expérimentations, mais il ne fut jamais utilisé ainsi. Il fut vendu à M. Lynch & Sons le 22 juillet 1920 pour 2 000 £ et remorqué jusqu’à Rochester (Kent). Après avoir été dépouillée de tous les matériaux réutilisables, la carcasse a été coulée dans l’eau peu profonde de l’estuaire de la Medway, avec celles de l'UB-145 et de l'UB-150. Les restes des trois sous-marins restent visibles. Ils ont été en partie brisés in situ entre 1939 et 1945, l’un étant nettement mieux conservé que les deux autres, mais on ne sait pas exactement de quelle épave il s’agit.

## Conception
L'UB-144 avait un déplacement de 523 tonnes en surface et de 653 tonnes en immersion. Ses moteurs lui auraient permis de naviguer à 13,5 nœuds (25,0 km/h) en surface et à 7,5 nœuds (13,9 km/h) en immersion. Il aurait eu une autonomie de 7280 milles marins (13480 km) à sa vitesse de croisière. L'UB-144 devait transporter 10 torpilles et être armé d’un canon de pont de 10,5 cm SK L/45. L'UB-144 aurait eu un équipage de 3 officiers et 31 hommes.

## Historique des services
L'UB-144 a été construit par Friedrich Krupp Germaniawerft de Kiel. Après un peu moins d’un an de construction, il a été lancé à Kiel le 5 octobre 1918.